# Queens of the Stone Age
Queens of the Stone Age (QOTSA) er et amerikansk rockband, som blev dannet i 1997.
Bandet stammer fra Palm Desert i Californien, USA og blev startet af guitaristen Josh Homme og trommeslageren Alfredo Hernandez.
Besætningen i bandet har varieret over årene hvor Josh Homme har været bindeleddet, og det eneste faste medlem af bandet. Den nuværende besætning består af:
- Josh Homme – Lead Guitar og Vokal
- Jon Theodore – Trommer
- Troy Van Leeuwen – Lap Steel Guitar, Rytmeguitar og Keyboard
- Dean Fertita – Keyboard
- Michael Shuman – El-bas

Bandets oprindelige navn var Gamma Ray, Joshua Homme kaldte musikken Robot Rock og sagde at han "ville skabe en tung lyd, baseret på et solidt jam og bare banke det i hovedet"
Bandet bliver ofte beskrevet som såkaldt Stoner Rock, men de afviser selv dette begreb.
"The term sucks. The only element of the audience I want to get rid of is the shirtless, sweaty, maxi-mullet jock dudes. We want sex to bleed into the music. At our shows, we want to see half boys and half girls in a utopian world, dancing and drinking."

Selvom man klart kan placere Queens of the Stone Ages lyd i den hårde ende – så har de gennem årene arbejdet under en masse forskellige indflydelser og prøver konstant nye ting af, sangene Make It Wit Chu og Suture up your future har fx en meget jazzet sound.
En anden meget let genkendelig ting ved bandets sound er at de aldrig er bange for at arbejde sammen med andre kunstnere og ofte er der en del prominente gæster på deres albums – Dave Grohl var trommeslager for dem en overgang. Derudover har Billy Gibbons også bidraget. Men der er næsten en fast gæsteliste som indeholder Dave Grohl, Mark Lanegan, Brody Dalle og Joshua Homme's barndomsven, forsangeren for Eagles of Death Metal, Jesse Hughes.

## Diskografi
- Queens of the Stone Age (22. september 1998)
- Rated R (6. juni 2000)
- Songs for the Deaf (27. august 2002)
- Lullabies to Paralyze (22. marts 2005)
- Era Vulgaris (12. juni 2007)
- ...Like Clockwork (3. juni 2013)
- Villains (25. august 2017)
- In Times New Roman... (2023)

| Musikgruppe | Spire Denne artikel om en amerikansk musikgruppe er en spire som bør udbygges. Du er velkommen til at hjælpe Wikipedia ved at udvide den. |